# رون أبوت
رون أبوت (بالإنجليزية: Ron Abbott)‏ (2 أغسطس 1953 في المملكة المتحدة - ) هو لاعب كرة قدم بريطاني في مركز الدفاع. لعب مع كوينز بارك رينجرز ونادي فيشر أثليتيك.

## وصلات خارجية
- رون أبوت على موقع قاعدة بيانات كرة القدم.إي يو (الإنجليزية)